# Chironomus nigritibia
Chironomus nigritibia är en tvåvingeart som beskrevs av Walker 1848. Chironomus nigritibia ingår i släktet Chironomus och familjen fjädermyggor. Inga underarter finns listade i Catalogue of Life.